# Законник Стефана Душана

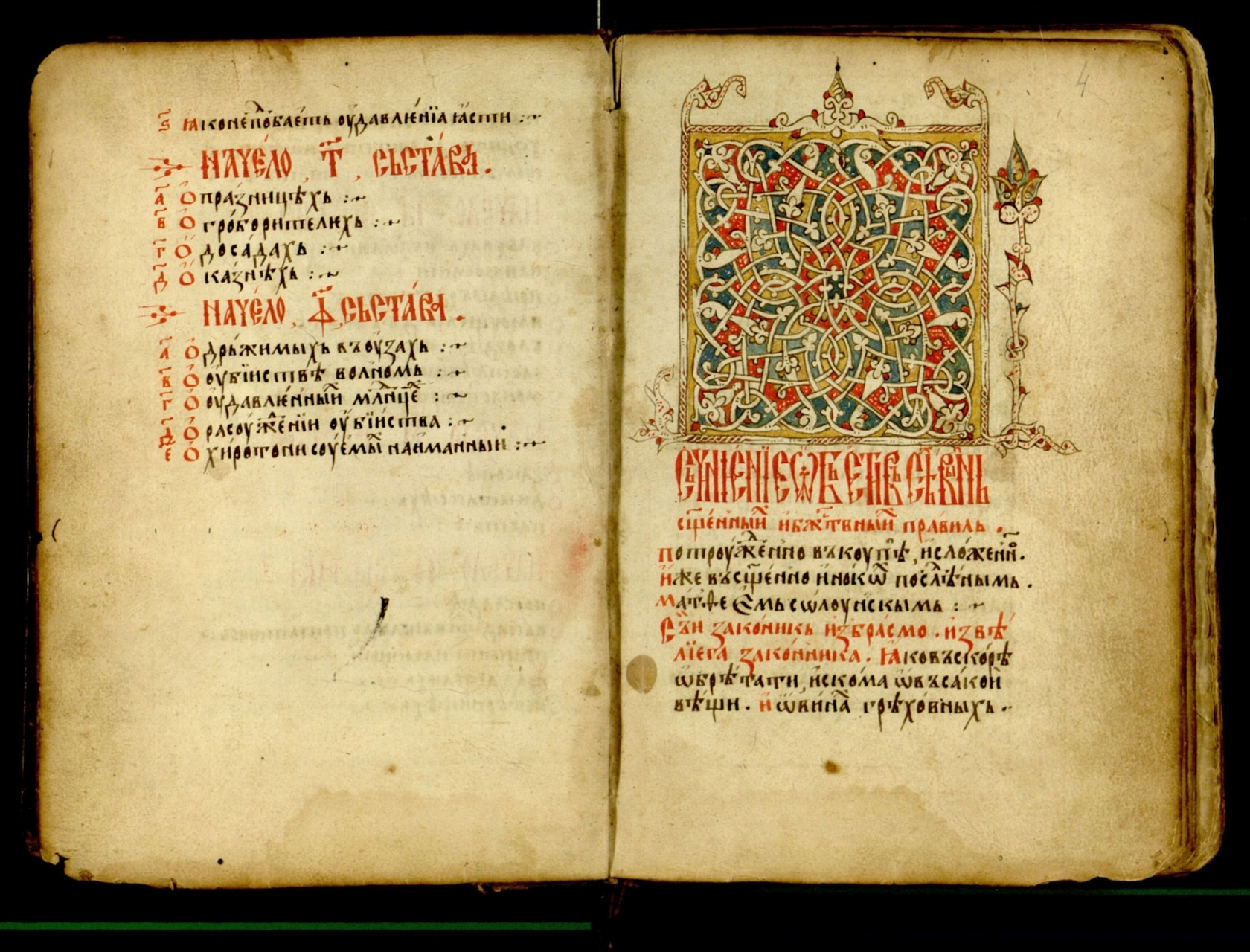
Законник Стефана Душана. Рукопис, що зберігається в Національному музеї в Белграді, Сербія

Законник Стефана Душана (серб. Душанов законик, Закон благовјернаго цара Стефана) — середньовічний збірник законів Сербії, названий за іменем ініціатора його створення — правителя Стефана Душана; прийнятий на з"їзді (соборі) феодальної знаті в Скоп'є 21 травня 1349 року (ст. ст. 1 — 135), доповнений на соборі в місті Серресі 1354 року (ст. ст. 136—201). Залежно від списку (їх збереглося 24) складається від 135 до 201 статті. Містив у несистематизованому порядку норми цивільного, кримінального та інших галузей права. Встановлював порядок судового процесу; підтримував захист державою православної церкви.

### Додаткова
- Kostrenčić M. Zakonik cara Stefana Dušana. Hrvatska pravna povijest. — Zagreb, 1923 (див. також: Kostrenčić M. Dušanov zakon // Narodna enciklopedija srpsko-hrvatsko-slovenačka (Enciklopedija Stanoja Stanojevica). — S. 613—614.)
- Metod Dolenc. Dušanov zakonik. — Ljubljana, 1925. — 214 s. (Metod Dolenc. Dušanov zakonik: primerjalni prikaz pravnih razmer po Dušanovem zakoniku in po istodobnem germanskem pravu — s posebnim ozirom na Slovence. — Ljubljana, 1925. — 214 s. + pdf // © 2020 Narodna in univerzitetna knjižnica, Ljubljana)
- Borowski Stanisław. Materjały do ćwiczeń seminaryjnych z historji prawodawstw słowiańskich. 1, Statuty cara Stefana Duszana z lat 1349 i 1354. — Warszawa: Uniwersytet Warszawski, 1934. — 84 s. (Prace Seminarjum Dawnego Polskiego Prawa Sądowego i Historji Ustroju Dawnej Polski Uniwersytetu Warszawskiego; nr 5).
- Sołowiew Aleksander. Geneza i znaczenie Statutów serbskiego cara Stefana Duszana // Sprawozdania Towarzystwa Naukowego we Lwowie. — 1938. — R. 18, z. 2.
- Мичета Лука. Душан Силни: биографија првог српског цара / Лука Мичета. — Београд: Лагуна, 2016. — 309 с.